# Clackamas County
Clackamas County ist ein County im Bundesstaat Oregon der Vereinigten Staaten. Das U.S. Census Bureau hat bei der Volkszählung 2020 eine Einwohnerzahl von 421.401 ermittelt. Der Sitz der Countyverwaltung (County Seat) befindet sich in Oregon City, die Stadt ist jedoch nicht, anders als der Name denken lässt, die Hauptstadt Oregons. Das war sie mal im 19. Jahrhundert. Heute ist sie nur eine Mittelstadt.

## Geographie
Das County hat eine Fläche von 4867 Quadratkilometern; davon sind 28 Quadratkilometer (0,58 Prozent) Wasserfläche.

## Geschichte
Das County wurde am 5. Juli 1843 gegründet.
Im County liegt eine National Historic Landmark, die Timberline Lodge. 87 Bauwerke und Stätten des Countys sind im National Register of Historic Places (NRHP) eingetragen (Stand 8. Juni 2018).

## Demografische Daten

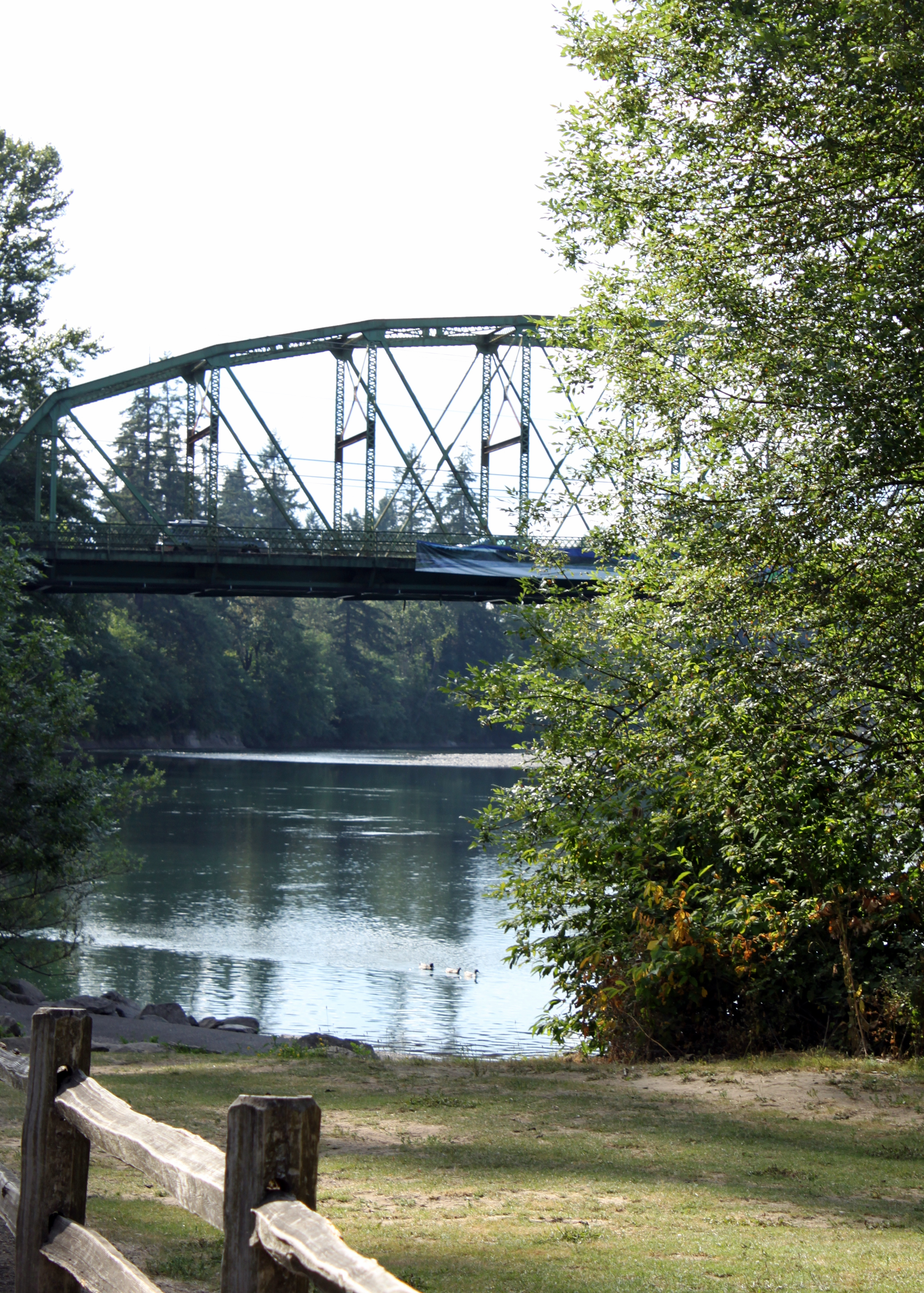
Die Carver Bridge über den Clackamas River im Carver Park

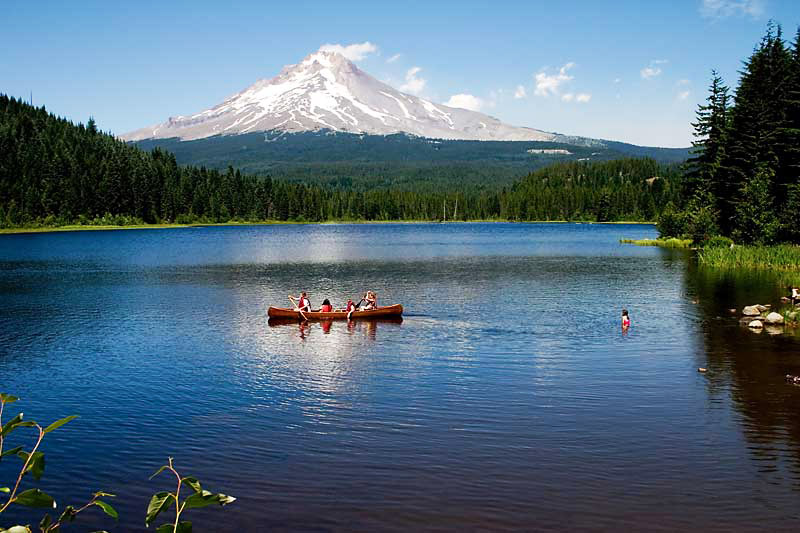
Der Trillium Lake im Mount Hood National Forest

Nach der Volkszählung im Jahr 2000 lebten im County 338.391 Menschen. Es gab 128.201 Haushalte und 91.663 Familien. Die Bevölkerungsdichte betrug 70 Einwohner pro Quadratkilometer. Ethnisch betrachtet setzte sich die Bevölkerung zusammen aus 91,27 % Weißen, 0,66 % Afroamerikanern, 0,71 % amerikanischen Ureinwohnern, 2,45 % Asiaten, 0,17 % Bewohnern aus dem pazifischen Inselraum und 2,28 % Prozent aus anderen ethnischen Gruppen; 2,46 % stammten von zwei oder mehr ethnischen Gruppen ab. 4,95 % der Bevölkerung waren spanischer oder lateinamerikanischer Abstammung.
Von den 128.201 Haushalten hatten 34,20 % Kinder und Jugendliche unter 18 Jahre, die bei ihnen lebten. 58,60 % waren verheiratete, zusammenlebende Paare, 9,00 % waren allein erziehende Mütter. 28,50 % waren keine Familien. 22,00 % waren Singlehaushalte und in 7,80 % lebten Menschen im Alter von 65 Jahren oder darüber. Die Durchschnittshaushaltsgröße betrug 2,62 und die durchschnittliche Familiengröße lag bei 3,07 Personen.
Auf das County bezogen setzte sich die Bevölkerung zusammen aus 26,20 % Einwohnern unter 18 Jahren, 8,00 % zwischen 18 und 24 Jahren, 28,70 % zwischen 25 und 44 Jahren, 26,00 % zwischen 45 und 64 Jahren und 11,10 % waren 65 Jahre alt oder darüber. Das Durchschnittsalter betrug 38 Jahre. Auf 100 weibliche Personen kamen 97,50 männliche Personen, auf 100 Frauen im Alter ab 18 Jahren kamen statistisch 94,90 Männer.

Das jährliche Durchschnittseinkommen eines Haushalts betrug 52.080 USD, das Durchschnittseinkommen der Familien betrug 60.791 USD. Männer hatten ein Durchschnittseinkommen von 43.462 USD, Frauen 30.891 USD. Das Prokopfeinkommen betrug 25.973 USD. 6,60 % der Bevölkerung und 4,60 % der Familien lebten unterhalb der Armutsgrenze. 7,60 % davon waren unter 18 Jahre und 5,10 % waren 65 Jahre oder älter.

## Orte

### Cities
- Barlow
- Canby
- Estacada
- Gladstone
- Happy Valley
- Johnson City
- Lake Oswego
- Milwaukie
- Molalla
- Oregon City
- Portland
- Rivergrove
- Sandy
- Tualatin
- West Linn
- Wilsonville

### Census-designated places
- Beavercreek
- Government Camp
- Jennings Lodge
- Mount Hood Village
- Mulino
- Oak Grove
- Oatfield
- Stafford
- Sunnyside

### Weiler
- Molalla Prairie

### Gemeindefreies Gebiet
- Barton
- Boring
- Brightwood
- Bull Run
- Carus
- Carver
- Cazadero
- Cherryville
- Clackamas
- Clarkes
- Colton
- Cottrell
- Damascus
- Eagle Creek
- Faubion
- Jean
- Kelso
- Ladd Hill
- Lakewood
- Liberal
- Logan
- Lone Elder
- Macksburg
- Marmot
- Marquam
- Marylhurst
- Milwaukie Heights
- Mountain Air Park
- Needy
- New Era
- Redland
- Rhododendron
- Ripplebrook
- Riverside
- Shadowood
- Springwater
- Wankers Corner
- Welches
- Wemme
- Wildwood
- Yoder
- Zigzag

## Filme
Das County war ein Drehort für den Film Leave No Trace.